# 斯坦奇菲爾德鎮區 (明尼蘇達州伊善提縣)
斯坦奇菲爾德鎮區（英語：Stanchfield Township）是位於美國明尼蘇達州伊善提縣的一個行政鎮區。

## 地方資料
斯坦奇菲爾德鎮區的面積為88.66平方千米，當中陸地面積為86.30平方千米，而水域面積為2.36平方千米。根據2020年美國人口普查的數據，當地共有人口1168人，而人口密度為每平方千米13.17人。